# Pirahã
Pirahã is de natuurlijke taal die wordt gesproken door de Pirahã, oorspronkelijke bewoners van het Amazoneregenwoud in Brazilië, die langs de Maici, een zijrivier van de Amazone, leven. Pirahã wordt verondersteld de enige overgebleven taal te zijn uit de Murataalfamilie, alle andere talen uit deze familie zijn de afgelopen eeuwen uitgestorven. Daardoor is het een isolaat, zonder enige bekend verband met andere talen. Hoewel het maar zo'n 150 sprekers heeft (2004) in 8 dorpen rond de Maici, staat het niet op het punt uit te sterven, doordat de taal levendig gebruikt wordt en de Pirahã gemeenschap eentalig is.
Het Pirahã heeft een aantal ongebruikelijke taalkundige eigenschappen. Een daarvan, het kennelijke ontbreken van telwoorden maakt dat Pirahã een fascinerende test is voor de Sapir-Whorfhypothese, en meer in het algemeen over de link tussen taal en cognitie.
Echter, ondanks haar bekendheid, is er slechts weinig veldwerk uitgevoerd omtrent deze taal. Het aantal publicaties over Pirahã is zeer beperkt, en zelfs de meest opzichtige eigenschappen wachten nog op onafhankelijke bevestiging en gedetailleerde analyse.

## Taalkundige eigenschappen
Ongebruikelijke eigenschappen van het Pirahã zijn, onder andere:
- Een van het kleinste aantal fonemen van alle bekende talen (misschien alleen voorbijgestreefd door het Rotokas, en een corresponderend hoge graad van allofonische variatie, inclusief twee zeer zeldzame klanken, [ɺ͡ɺ̼]? en [t͡ʙ̥]?).
- De uitspraak van verschillende fonemen varieert naargelang het geslacht van de spreker.
- Een zeer beperkte zinsstructuur.
- Geen grammaticale telwoorden, niet eens "een" en "twee"; het dichtstbij komen algemene woorden als "veel".
- Geen abstracte kleurwoorden, anders dan "licht" en "donker".
- Weinig specifieke familietermen; slechts een woord voor "vader" en "moeder" gezamenlijk.
- De persoonlijke voornaamwoorden zijn (kennelijk de enige) leenwoorden uit het niet verwandte Toepi.
- Pirahã kan worden gefloten, geneuried, en in muziek worden gecodeerd.

Het lenen van voornaamwoorden, bijvoorbeeld, werd ooit als erg zeldzaam beschouwd. Het voorkomen van zoveel ongebruikelijke eigenschappen in een en dezelfde taal is opmerkelijk.

## Klanken
Het Pirahã is een van de fonologisch meest eenvoudige bekende talen. Er wordt beweerd dat het slechts tien fonemen kent (een minder dan het Rotokas). Echter, dit vereist dat [k] wordt gezien als een onderliggende [hi]. Hoewel er woorden zijn waar de spreker [k] als [hi] kan gebruiken, is het een dubieus voorstel dit uit te breiden tot de gehele taal.
Sommige linguïsten vragen zich af of het overweldigend lage woordtaantal van het Pirahã niet op z'n minst gedeeltelijk een artefact is dat wordt veroorzaakt doordat taalkundigen op zoek zijn naar een minimaal systeem, en daarbij een accurate weergave van de taal uit het oog verliezen. De tien fonemen-bewering neemt ook niet de drie tonen in beschouwing, waarvan er op zijn minst twee fonemisch zijn.

## Woordenschat
Het Pirahã kent enkele leenwoorden, voornamelijk uit het Portugees. Bijvoorbeeld "kóópo" (kop) komt van het Portugeses "copo", en "bikagogia" (zaken) komt van "mercadoria".

### Familiewoorden
De Pirahãcultuur heeft het eenvoudigste bekende familiebandensysteem van enige menselijke cultuur. Eén woord, baixi (uitgesproken als [màíʔì]) wordt gebruikt voor zowel vader als moeder, en men lijkt geen familiebanden te onderhouden voorbij broers en zussen.

### Telwoorden
Pirahã is ongebruikelijk onder de tegenwoordige talen van de wereld, doordat het geen telwoorden kent, hoewel dit meer gebruikelijk lijkt te zijn geweest voor de verspreiding van moderne handel en technologie. Kennelijk zijn er drie woorden die ruwweg hoeveelheden omschrijven, hun betekenis liggende rond "een paar", "enkele" en "veel". Er is geen grammaticaal onderscheid tussen enkelvoud en meervoud, zelfs in voornaamwoorden. Er is weinig onderscheid tussen individuele hoeveelheden en bulkhoeveelheden, hoewel dit in andere talen ook niet ongebruikelijk is. Er wordt echter gedacht dat het niet mogelijk is te onderscheiden tussen, bijvoorbeeld, één grote vis, of enkele kleine vissen. Echter, het blijft mogelijk dat onderzoekers dit onderscheid simpelweg nog niet ontdekt hebben.

### Kleurwoorden
Er is een betwiste claim dat het Pirahã geen kleurterminologie kent, een van de weinige zijnde (voornamelijk in de Amazonebekken en Nieuw-Guinea) die alleen specifieke woorden heeft voor licht en  donker . Echter, de Pirahãwoordenschat in D. L. Everetts dissertatie bevat ook een lijst van kleurwoorden (pagina 346).

### Rechte lijnen
Er is ook geclaimd dat het Pirahã geen woorden kent voor het geometrische begrip "recht".

## Grammatica
De basis-persoonlijke-voornaamwoorden van het Pirahã zijn ti, "ik", gíxai [níʔàì] "jij", hi "hij, zij (enkelvoud), zij (meervoud)". Deze kunnen worden gecombineerd: ti gíxai of ti hi betekenen wij (includerend en excluderend), en gíxai hi betekent "jullie". Er zijn enkele andere voornaamwoorden, zoals 'zij', 'het' (voor dieren), 'het' (voor waterdieren) en 'het' (voor levenloze objecten), maar dit zijn feitelijk zelfstandige naamwoorden. Het feit dat verschillende taalkundigen met verschillende lijsten van voornaamwoorden komen, suggereert dat deze geen basisonderdeel van de taal zijn.
Voor bezit wordt een voornaamwoord gebruikt:
|  | paitá | hi       | kaiíi |
|  | Paita | hij/haar | huis  |

"Paita's huis"
Pirahã is agglutinerend, gebruikmakend van een groot aantal affixen om grammaticale betekenis over te dragen. Zelfs de copula is een suffix: bijvoorbeeld de Pirahãzin "er is daar een paca", bestaat uit twee woorden "er is" is een suffix van "paca":
|  | káixihíxao-xaagá | gáihí |
|  | paca-bestaat     | daar  |

"Er is daar een paca"
Pirahã gebruikt ook suffixen die evidentie uitdragen, iets wat het Nederlands niet kent. Een zo'n suffix, -xáagahá, betekent dat de spreker de gebeurtenis zelf heeft gezien:
|  | hoagaxóai | hi      | páxai             | kaopápi-sai-xáagahá     |
|  | Hoaga'oai | hij/zij | pa'ai (soort vis) | het vangen-(Ik zag het) |

"Hoaga'oai ving een pa'ai (kan ik vertellen, omdat ik het zag)"
(Het suffix -sai verandert een werkwoord in een zelfstandig naamwoord, in Nederlands met 'het' + infinitief.)
Andere werkwoordelijke achtervoegsels geven aan dat de actie is veroorzaakt door omstandigheden, of gebaseerd op horen-van. In tegenstelling tot het Nederlands, moet een spreker van Pirahã de bron van zijn informatie aangeven: hij kan niet ambigu zijn. Er zijn ook werkwoordelijke achtervoegsels die de drang uitdrukken om een actie uit te voeren, frustratie in het uitvoeren, of frustratie in alleen al het beginnen van een actie.
Er is ook een groot aantal werkwoordelijke aspecten: perfectief (afgerond) versus imperfectief (onafgerond), telisch (een doel bereikend of hiernaar strevend) versus atelisch, continuerend, herhalend en vorderend. Echter, ondanks deze complexiteit lijkt er weinig onderscheid te zijn tussen transitieve en intransitieve werkwoorden. Bijvoorbeeld, hetzelfde werkwoord, xobai, kan zowel kijken als zien betekenen, en xoab zowel sterven als doden.
Om proposities elkaar te laten omvatten, wordt de omvatte propositie veranderd in een zelfstandig naamwoord door het -sai-suffix dat hierboven genoemd is:
|  | hi      | ob-áaxái  | kahaí | kai-sai   |
|  | hij/zij | weet-echt | pijl  | het maken |

"Hij weet echt hoe hij een pijl moet maken" (letterlijk, 'hij echt weet het pijl-maken')
|  | ti | xog-i-baí     | gíxai | kahaí | kai-sai   |
|  | Ik | wil-dit-graag | jij   | pijl  | het maken |

"Ik zou graag willen dat je pijlen maakt" (lit., 'Ik echt wil/houd van je pijl-maken')
Everett claimt dat deze structuur het onmogelijk maakt om meer dan een propositie te laten omvatten in Pirahã, zoals "Hij weet dat ik graag zou willen dat je pijlen maakt". Echter, dit is onbevestigd.

## Pirahã en de Sapir-Whorf-hypothese
Pirahã tellen niet, ze gebruiken benaderende maten, en in testen bleken ze niet in staat om consistent een groep van vier objecten en een gelijkgeschikte groep van vijf objecten te onderscheiden. Wanneer ze gevraagd worden een groep objecten te dupliceren, dupliceren ze het aantal gemiddeld wel correct, maar bijna nooit wordt het aantal objecten bij de eerste poging goed uitgevoerd.
Doordat ze (terecht) bezorgd zijn dat deze culturele omissie ertoe leidt dat Pirahã worden opgelicht in de handel, hebben de Pirahã een taalkundige die met ze werkte, gevraagd hen de beginselen van nummers en getallen uit te leggen. Echter, na acht maanden van enthousiaste maar vruchteloze dagelijkse studie, concludeerden de linguïsten dat de Pirahã niet in staat waren zich dit aan te leren, en zetten de lessen niet voort. Er wordt verondersteld dat in deze acht maanden niet één Pirahã erin slaagde tot tien te leren tellen, of 1 + 1 op te tellen. Echter, het gebruik van snoep als beloning doet de vraag rijzen of de Pirahã wel bij de lessen waren om te leren tellen.

## Overige
In 2004 waren de meeste overgebleven Pirahãsprekers eentalig, zij kenden slechts een klein aantal woorden Portugees. Zij geloven dat hun taal de beste is om te spreken, en daardoor is er geen direct gevaar dat de taal uitsterft.